# Гортензія

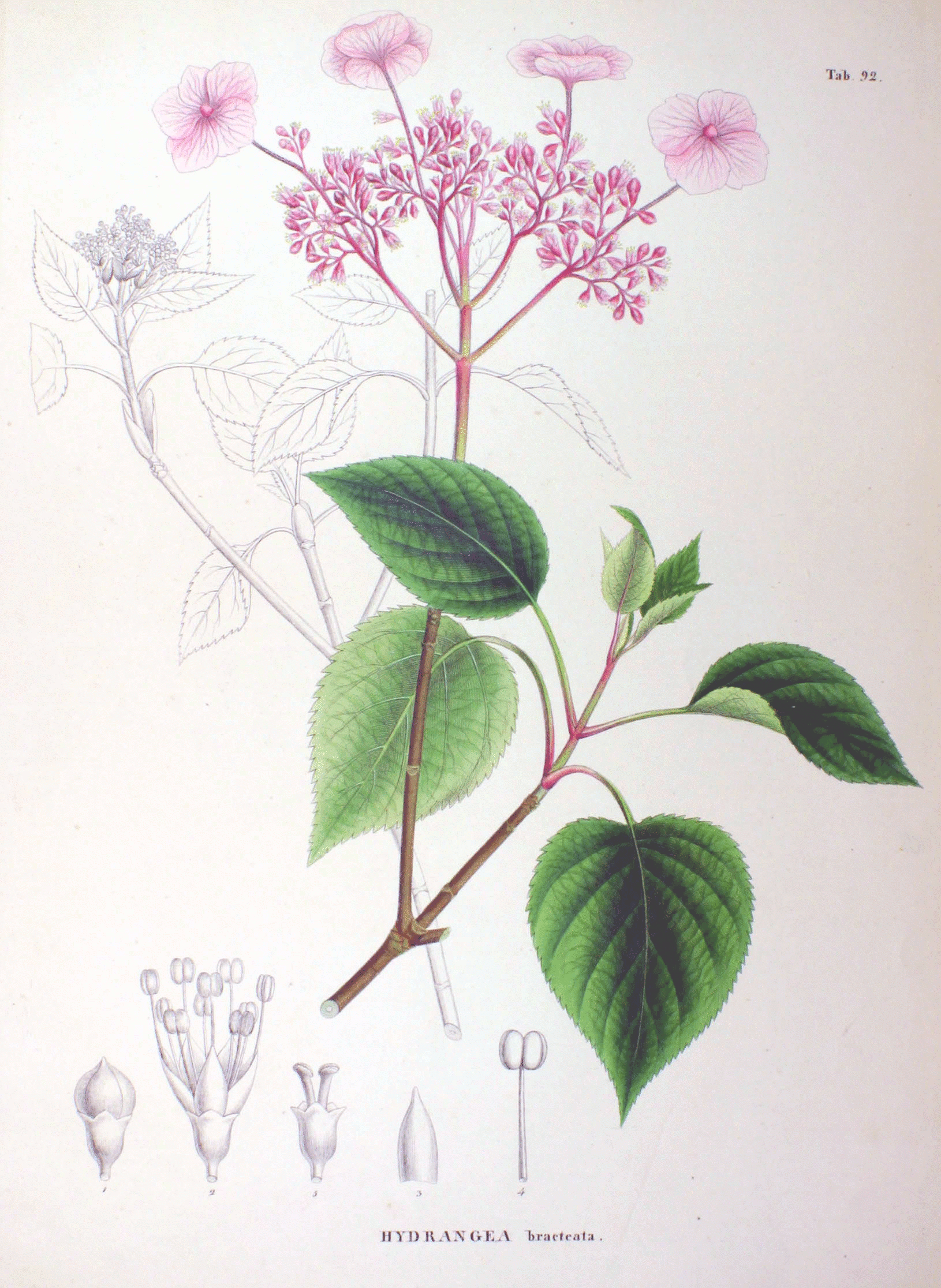
Hydrangea scandens (ілюстрація)

Горте́нзія (Hydrangea) — рід квіткових рослин родини гортензієвих, який має близько 70-75 видів, ростуть у Південній та Східній Азії, Північній та Південній Америці, найбільша видова різноманітність у Східній Азії, особливо в Китаї та Японії. Назва гортензія дано на честь принцеси Гортензії — сестри принца Священної Римської імперії Карла-Генріха Нассау-Зігена. Пізніше європейські ботаніки-систематики назвали рослину Hydrangea macrophylla (Гідранґея великолиста). Слово Hydrangea можна буквально перекласти як «посудина з водою» (грец. hydor — вода, грец. angos — посудина). За однією версією, гортензією назвали за форму насіннєвих коробочок, які нагадують глечик, за іншою — за вологолюбність. Всі частини рослини містять ціаногенні глікозиди, тому вважаються отруйними — вживати в їжу їх протипоказано. Однак, випадки отруєння трапляються рідко, оскільки рослина не виглядає привабливою як джерело їжі.

## Види

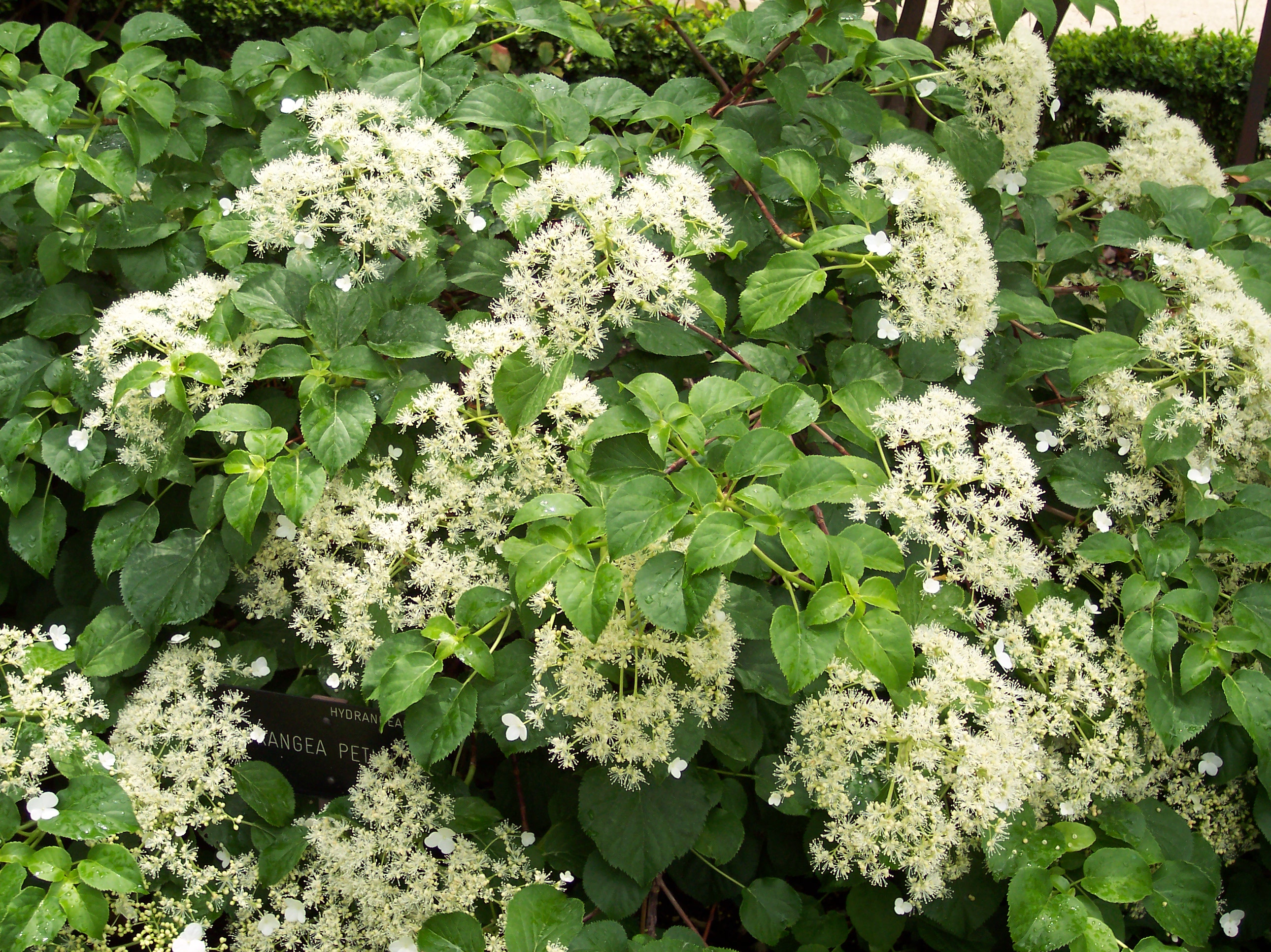
Гортензія відхилена (Hydrangea anomala)

Рід нараховує близько 70-80 видів.
- Hydrangea anomala — Гортензія відхилена. Гімалаї, Південний Китай.
- Hydrangea aspera — Гортензія шорстка (шершава). Гімалаї, Китай.
- Hydrangea bretschneideri — Гортензія Бретшнейдера. Вид з Китаю. Великий чагарник заввишки до двох з половиною метрів. Листя великі овальні, темно-зелені. Суцвіття — широкі щитки. Цвіте з початку липня; на початку цвітіння квітки білі, до кінця липня вони рожевіють, а в серпні набувають насиченого малинового забарвлення.
- Hydrangea candida. Китай.
- Hydrangea caudatifolia. Китай.
- Hydrangea chinensis — Гортензія китайська. Китай.
- Hydrangea chungii. Китай.
- Hydrangea cinerea — Гортензія попільна. Схід США.
- Hydrangea coacta. Китай.
- Hydrangea coenobialis. Китай.
- Hydrangea davidii. Китай.
- Hydrangea dumicola. Китай.
- Hydrangea gracilis. Китай.
- Hydrangea heteromalla — Гортензія ґрунтопокривна. Гімалаї, на заході та півночі Китаю.
- Hydrangea hirta. Японія.
- Hydrangea hypoglauca. Китай.
- Hydrangea integrifolia. Китай.
- Hydrangea kawakamii. Тайвань.
- Hydrangea kwangsiensis. Китай.
- Hydrangea kwangtungensis. Китай.
- Hydrangea lingii. Китай.
- Hydrangea linkweiensis. Китай.
- Hydrangea longifolia. Китай.
- Hydrangea longipes. Західний Китай.
- Hydrangea macrocarpa. Китай.
- Hydrangea macrophylla — Гортензія великолиста. Південносхідна Японія, південний Китай.
- Hydrangea mangshanensis. Китай.
- Hydrangea paniculata — Гортензія волотиста, мітлоподібна. Розповсюджена у Китаї, Японії, у південній частині Сахаліну. Чагарник або дерево до 10 м заввишки.
- Hydrangea quercifolia — Гортензія дуболиста. Вид походить з півдня США. Рослини висотою трохи більше метра. Листя схоже на листя дуба; зверху темно-зелене (восени — червонувато-бронзове), знизу — з білуватим опушенням. Квітки мають суцвіття волоті, витягнуті, з рідкісними стерильними квітками, які восени, як і листя, набувають малинового відтінку.
- Hydrangea radiata — Гортензія промениста. Південь США.
- Hydrangea robusta. Китай, Гімалаї.
- Hydrangea sargentiana — Гортензія Сарджента. Вид походить із Західного Китаю.
- Hydrangea scandens — Гортензія кучерява. Ареал — від півдня Японії до Філіппін.
- Hydrangea serrata. Японія, Корея.
- Hydrangea serratifolia. Чилі, західна Аргентина.
- Hydrangea stenophylla. Китай.
- Hydrangea strigosa. Китай.
- Hydrangea stylosa. Китай.
- Hydrangea sungpanensis. Китай.
- Hydrangea xanthoneura. Китай.
- Hydrangea zhewanensis. Китай.

## Декоративні сорти
У декоративному садівництві відомо багато видів, форм і сортів гортензії. Найпоширеніші в Україні такі:

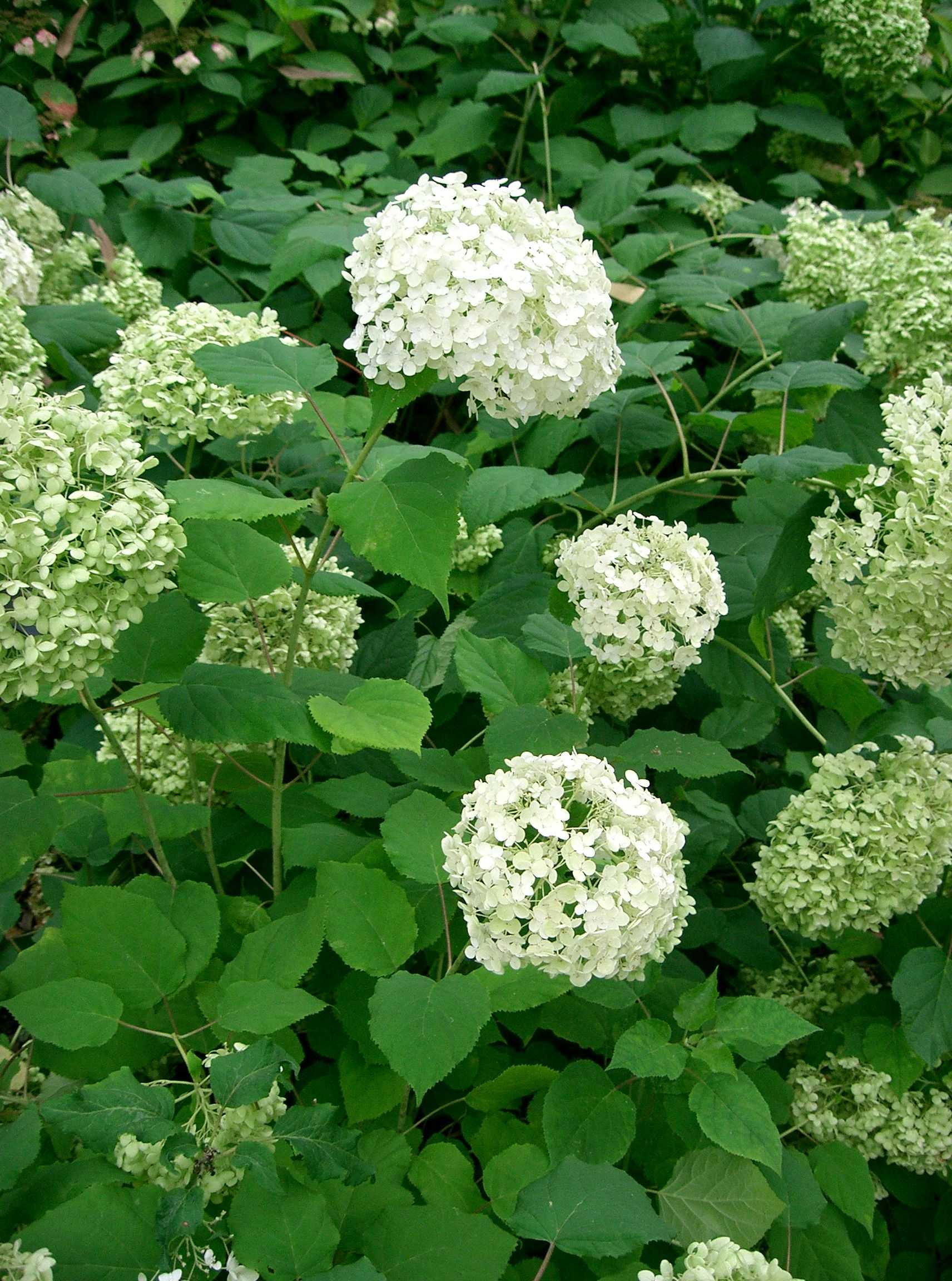
Гортензія деревоподібна (Hydrangea arborescens)

- Гортензія деревоподібна (Hydrangea arborescens). Вид походить з Північної Америки. Це декоративний, прямостійний кущ, висотою 1-2 метри. Листки овальні, не опушені, згори зелені, знизу сіруваті, довжиною 6-20 см. Квіти зібрані в кулясті суцвіття діаметром 12 см, білі або кремові, цвітуть з червня до морозів. Рослина росте швидко, дуже стійка проти морозів, потребує вологого і родючого ґрунту, але може витримати короткотривалу посуху. Потребує сильного весняного обрізання. Кущ дуже цікаво виглядає при індивідуальній посадці та при посадці в групах на травнику, з нього можна створити красивий живопліт.
- Сорт Grandiflora. Це кущ висотою 1-1,5 м і з діаметром крони 3 м, добре тримає форму і не розпадається. Квіти зібрані в кулясті суцвіття діаметром до 20 см, на початку цвітіння зелені, пізніше кремово-білі. Сорт дуже морозостійкий, потребує сильного обрізання. Найкраще садити на сонячному місці, чим збільшується кількість квітконосів на кущі.
- Гортензія мітлоподібна (Hydrangea paniculata) Батьківщиною цього виду є південь Сахаліну, Японія і Китай. Це великий кущ або маленьке дерево висотою до 3 м. Молоді прирости опушені, червоно-коричневі. Квіти зібрані у вінички довжиною до 30 см, які спочатку білі, а пізніше стають рожевими, цвіте з червня до морозів. Квіти залишаються на кущі та в зимовий період, але при морозах коричневіють. Дуже цікавим є сорт «Grandiflora», який відрізняється великими квітками, зібраними у широкі пірамідальні вінички довжиною 30-40 см. Квітки дуже цікаві в період розпускання кремово-білі, пізніше чисто-білі, далі змінюють колір на рожевий, а восени — зелено-червоний. Росте досить швидко, річний приріст становить 30-50 см. Залежно від методу обрізки рослину можна формувати як невелике дерево або кущ. Надає перевагу родючим, вологим, кислим, легким ґрунтам. Красиво виглядає в індивідуальних посадках, а також в групових посадках як живопліт.
- Гортензія великолиста (Hydrangea macrophylla) Батьківщиною цього виду є східна і центральна частина Китаю, Японія. В природних умовах досягає висоти до 4 м. Пагони голі, сіро-жовтого кольору, листя широке, яйцеподібної форми, згори зелене, блискуче, з великими зубчиками. Квіти зібрані в кулясті суцвіття діаметром 15-20 см рожевого або білого кольору. Забарвлення квіток залежить від складу ґрунту, на якому росте кущ, — на кислих ґрунтах квіти блакитні, на вапняних або нейтральних — рожеві. Рослина стійка проти морозів, але в дуже суворі зими може підмерзнути, внаслідок чого не так рясно цвіте. Через це всі сорти цієї гортензії необхідно укривати на зиму агроволокном. Цей вид один з самих поширених декоративних видів, налічує багато сортів і широко культивується та продається на території України[1].
- Гортензія черенкова (Hydrangea petiolaris) В природних умовах росте на півдні Сахаліну, Курильських островах, в Японії та Китаї. Це ліана з повітряними корінцями та присосками, якими чіпляється до дерев і підіймається на висоту 10-15 м. Якщо опора відсутня, то ліана стелиться по землі. Листки серцеподібні, темно-зелені, блискучі, довжиною 10 см. Квіти зібрані в плоскі суцвіття діаметром до 20 см, біло-рожевого кольору. В наших кліматичних умовах ця ліана дуже добре росте в тіні і напівтіні. Придатна для декорування стін, альтанок, старих дерев. Опорою для цього виду гортензії може бути камінь або дерево.

### Висаджування

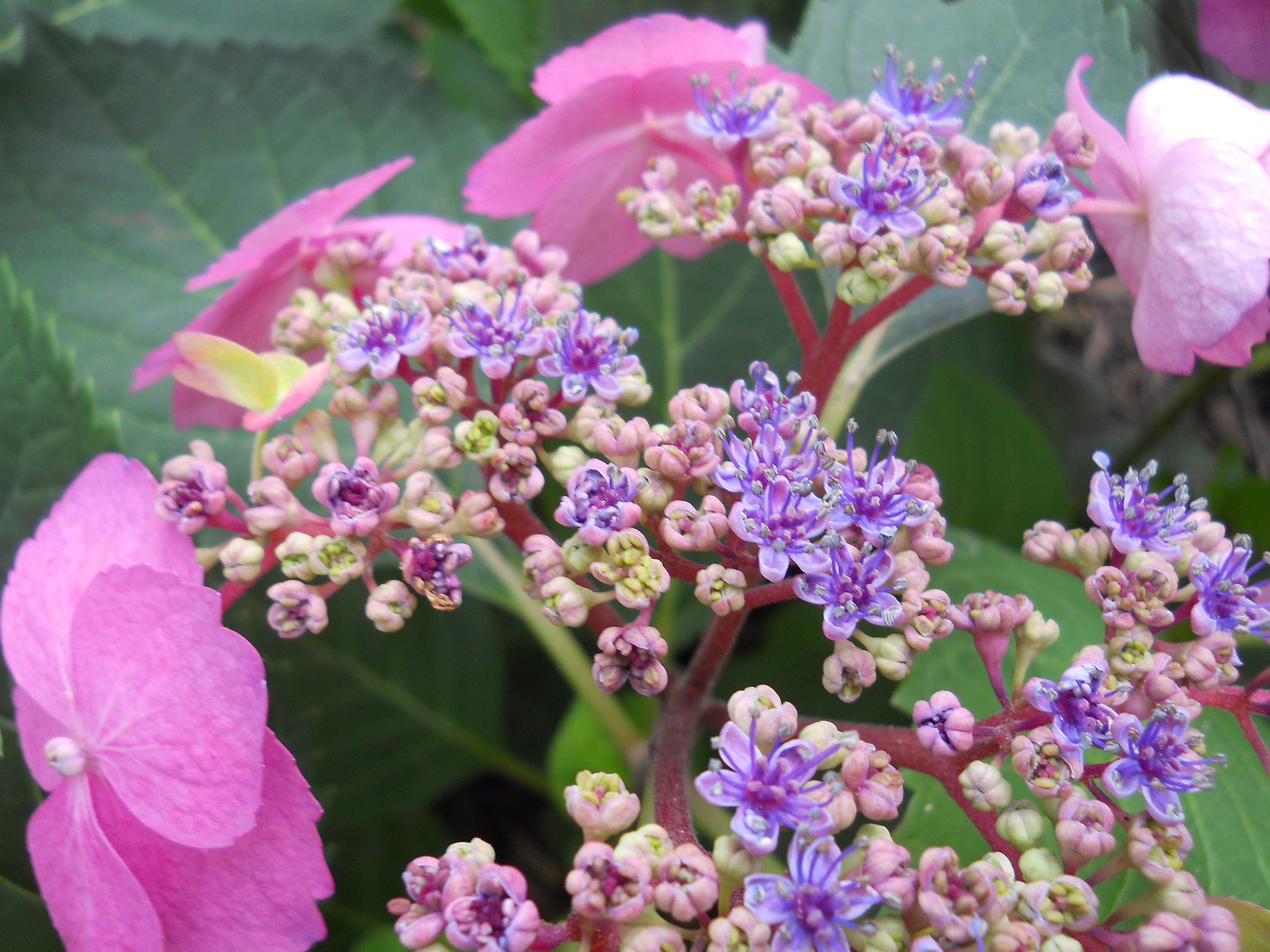
Квіти Hydrangea macrophylla

Кущі гортензії слід висаджувати на відстані 1-1,5 м один від одного, на сонячних місцях або у напівтіні. Слід підготувати ґрунт для посадки. Для цього у посадкову яму глибиною 50-60 см слід додати ґрунтосуміш, яка складається з листової землі, перегною, торфу і піску в пропорції 2:2:1:1. При такій посадці рослину 2 роки можна не удобрювати. Гортензія - це квітка, яка не переносить прямих сонячних променів, йому подобається півтінь і родючий ґрунт. Полив повинен бути рясним, і ще ця квітка не переносить заморозків.

### Цвітіння
Гортензії різних видів відрізняються одна від одної. Їх поділяють на дві групи за методами обрізки. Першу групу складають Hydrangea macrophylla, Hydrangea serrata, Hydrangea sargentiana, у цих гортензій прирости з суцвіттями відростають від торішніх гілок і через це після весняної обрізки кущі не цвітуть, тому у них потрібно обрізати лише квіти, які відквітували, і відмерзлі гілки. Для омолодження кущів в березні можна обрізати старі гілки.
В другу групу входять Hydrangea arborescens, Hydrangea paniculata, які потрібно обрізати ранньою весною, бо вони утворюють суцвіття на кінцях нових пагонів.

## Цікавий факт
Філімбер Коммерсон, французький вчений-натураліст, на честь першої французької жінки-математика й астронома Ніколь-Рейн Лепот назвав «лепотією» нову квітку, привезену з Японії. Але за квіткою закріпилася назва «гортензія».